# Вийтала, Леннарт
Вильхо Леннарт «Ленни» Вийтала (фин. Vilho Lennart "Lenni" Viitala; 8 ноября 1921, Нурмо, Сейняйоки, Финляндия — 24 февраля 1966, Ваайякоски, Йювяскюля, Финляндия) — финский борец вольного и греко-римского стилей, чемпион Олимпийских игр, чемпион Европы, четырёхкратный чемпион Финляндии (1946—1949, 1956) по вольной борьбе, призёр чемпионата Европы, чемпион Финляндии (1953) по греко-римской борьбе.

## Биография
Родился в 1921 году. Во время Зимней войны служил вместе с будущим президентом Финляндии Мауно Койвисто в отдельной егерской роте Лаури Тёрни, прославившейся своими диверсионными операциями. После войны до 1947 года работал плотником в Сейняйоки, представлял клуб Seinäjoen Sisu. Затем борец переехал в Ваайякоски, работал на заводе водителем грузовика, потом заведующим складом, выступал за местный Vaajakosken Terä. 
В 1946 году стал чемпионом Европы по вольной борьбе, в 1947 году на чемпионате Европы по греко-римской борьбе занял третье место. 
На Летних Олимпийских играх 1948 года в Лондоне боролся по вольной борьбе в категории до 52 килограммов (наилегчайший вес). Выбывание из турнира проходило по мере накопления штрафных баллов. Схватку судили трое судей, за чистую победу штрафные баллы не начислялись, за победу решением судей при любом соотношении голосов начислялся 1 штрафной балл, за проигрыш решением 2-1 начислялись 2 штрафных балла, проигрыш решением 3-0 и чистый проигрыш карался 3 штрафными баллами.
Титул оспаривали 14 человек. Ленни Вийтала победил всех соперников и стал олимпийским чемпионом. 
| Круг  | Соперник        | Страна                    | Результат | Основание                | Время схватки |
| ----- | --------------- | ------------------------- | --------- | ------------------------ | ------------- |
| 1     | Халит Баламир   | Турция                    | Победа    | 2-1 (1 штрафной балл)    | -             |
| 2     | Адольф Ламо     | Бельгия                   | Победа    | Туше (0 штрафных баллов) | 14:11         |
| 3     | Билли Джерниган | Соединённые Штаты Америки | Победа    | 3-0 (1 штрафной балл)    | -             |
| 4     | -               | -                         | -         | -                        | -             |
| Финал | Туре Юханссон   | Швеция                    | Победа    | 3-0 (1 штрафной балл)    | -             |

Ленни Вийтала не явился на вручение медалей и чествование победителей в Букингемском дворце, заблудившись в лондонском метро, а по городской легенде не смог противостоять искушениям в квартале Сохо. Медаль ему была вручена позднее.
В 1949 году на чемпионате Европы остался только четвёртым, в 1951 году на чемпионате мира сумел только войти в шестёрку победителей. 
Умер в 1966 году от рака желудка, похоронен в Ваайякоски.

## Спортивные результаты
- Чемпионат Финляндии по вольной борьбе 1946 года —
- Чемпионат Финляндии по вольной борьбе 1947 года —
- Чемпионат Финского рабочего спортивного союза по греко-римской борьбе 1947 года —
- Чемпионат Финляндии по вольной борьбе 1948 года —
- Чемпионат Финляндии по вольной борьбе 1949 года —
- Чемпионат Финляндии по греко-римской борьбе 1953 года —
- Чемпионат Финляндии по греко-римской борьбе 1954 года —
- Чемпионат Финляндии по вольной борьбе 1956 года —
- Чемпионат Финляндии по греко-римской борьбе 1956 года —